# Crossover (muzică)
Crossover este un termen muzical folosit despre artiștii și creațiile muzicale care au apărut în două sau mai multe clasamente cu genuri muzicale diferite.